# Bandelicyphus
Bandelicyphus is een geslacht van uitgestorven zee-egels uit de familie Glyphocyphidae.

## Soort
- Bandelicyphus qenaensis Geys, 1992 †